# Charles Varin

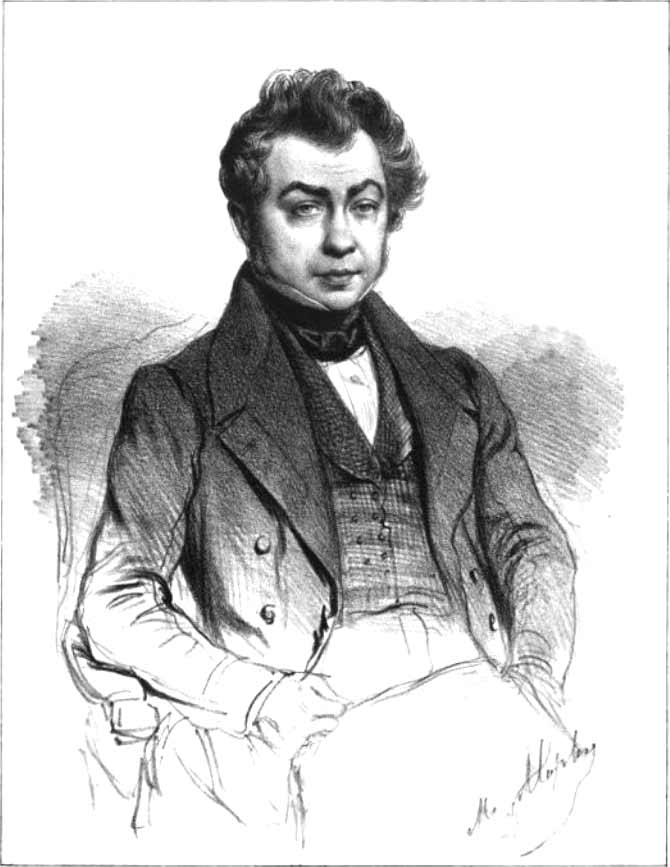
Charles Varin

Charles Varin, richtiger Name Charles Voiron, Künstlername Victor (* 20. Januar 1798 in Nancy; † 24. April 1869 in Paris), war ein französischer Bühnenautor.

## Leben
Von seinem Vater wurde Charles Voiron für den Beruf eines Notars bestimmt, brach aber nach zehn Jahren sein Studium ab und ging nach Paris. Dort widmete er sich der Theaterschriftstellerei, hatte aber längere Zeit keinen Erfolg. Sein Vater verweigerte ihm jede finanzielle Unterstützung. Als er 1825 den Durchbruch schaffte, nannte er sich zuerst Victor ehe er seinen endgültigen Künstlernamen Charles Varin annahm, um sich vom ungeliebten Familiennamen Voiron zu distanzieren.
Varin schrieb hauptsächlich heitere und bühnenwirksame Vaudevilles, meistens in Zusammenarbeit mit anderen Autoren. Darunter waren Jean-François Bayard, Louis François Clairville, Paul de Kock, Félix-Auguste Duvert, Eugène Labiche, Henri Rochefort, Théophile Marion Dumersan, Michel Delaporte, Etienne und Jacques Arago.
Im August 1864 wurde er zum Ritter der Légion d’honneur ernannt.

## Werke (Auszug)
- L’Amour et la guerre, Vaudeville mit Étienne Arago (1825)
- Arwed, ou les Représailles mit Étienne Arago (1830)
- Les Deux font la paire mit Jean-François Bayard (Théâtre des Variétés, 30. Juni 1832)
- Le Mari à la ville et la femme à la campagne, Vaudeville mit Étienne Arago (1837)
- Les Saltimbanques, Comédie-Vaudeville in 3 Akten, mit Théophile Marion Dumersan (Théâtre des Variétés), 1838)
- Un jeune homme charmant, Vaudeville in 5 Akten, mit Paul de Kock (1839)
- La Jolie fille du faubourg, Comédie-Vaudeville in 3 Akten, mit Paul de Kock, nach dessen Roman (Théâtre du Vaudeville, (1840)[1]
- Un grand criminel mit Jacques Arago (1841)
- Paris, Orléans et Rouen, Comédie-Vaudeville in 3. Akten, mit Jean-François Bayard (Théâtre du Palais-Royal, 1843)[2]
- Une invasion de grisettes mit Étienne Arago (1844)
- L’Enfant de la maison, Vaudeville in einem Akt, mit Eugène Labiche Théâtre du Gymnase Marie Bell (21 November 1845)
- Traversin et Couverture, mit Eugène Labiche (Théâtre du Palais-Royal, 26. April 1850)
- Deux profonds scélérats mit Eugène Labiche|Labiche (Théâtre du Palais-Royal, 24. Februar 1854)
- Je suis mon fils, Vaudeville mit Henri Rochefort (Théâtre du Palais-Royal, 1860)